# Miss Filippine
Miss Filippine (Binibining Pilipinas) è l'organizzazione che promuove i concorsi di bellezza che tenuti annualmente nelle Filippine per scegliere le rappresentanti locali per i concorsi internazionali come Miss Universo, Miss Mondo e Miss International.

## Titoli
Corrente
- Miss Universo (1964–Presente)
- Miss International (1969–Presente)
- Miss Supranational (2012–Presente)
- Miss Intercontinental (2014–Presente)
- Miss Grand International (2015–Presente)
- Miss Globe (2015–Presente)

Passato
- Miss Mondo (1992–2010)
- Miss Tourism (1987–1990; 1993–1994; 2005)
- Miss Tourism Queen International (2011–2015)
- Miss Maja International (1972–1992; 1995)
- Miss Young International (1970–1985)

## Albo d'oro

### Binibining Pilipinas (Miss Universo)
Dal 1952 al 1963, il concorso di Miss Filippine selezionava la rappresentante filippina per Miss Universo. Nel 1964, Stella Marquez-Araneta, ex Miss International, istituì il concorso Binibining Pilipinas dopo aver acquisito i diritti locali per il franchise di Miss Universo.
| Anno     | Vincitrice                               | Piazzamento/Note | Riconoscimenti                                  |
| -------- | ---------------------------------------- | ---------------- | ----------------------------------------------- |
| 1964     | Maria Myrna Sese Panlilio†               |                  |                                                 |
| 1965     | Louise Aurelio Vail                      | Top 15           |                                                 |
| 1966     | Maria Clarinda Garces Soriano            | Top 15           |                                                 |
| 1967     | Pilar Delilah Veloso Pilapil             |                  |                                                 |
| 1968     | Rosario "Charina" Roselio Zaragoza       |                  |                                                 |
| 1969     | Gloria Maria Aspillera Diaz              | Vincitrice       | Ten Best in Swimsuit                            |
| 1970     | Simonette Berenguer delos Reyes          |                  |                                                 |
| 1971     | Vida Valentina Fernandez Doria           |                  | Miss Photogenic                                 |
| 1972     | Armi Barbara Quiray Crespo               | Top 12           |                                                 |
| 1973     | Maria Margarita "Margie" Roxas Moran     | Vincitrice       | Miss Photogenic                                 |
| 1974     | Guadalupe "Guada" Cuerva Sanchez         | Top 12           |                                                 |
| 1975     | Rose Marie "Chiqui" Singson Brosas       | 5ª classificata  |                                                 |
| 1976     | Elizabeth Samson de Padua                |                  |                                                 |
| 1977     | Anna Lorraine Tomas Kier                 |                  |                                                 |
| 1978     | Jennifer Mitzchek Cortez                 |                  |                                                 |
| 1979     | Criselda "Dang" Flores Cecilio           |                  |                                                 |
| 1980     | Maria Rosario "Chat" Rivera Silayan†     | 4ª classificata  |                                                 |
| 1981     | Maria Caroline "Maricar" de Vera Mendoza |                  |                                                 |
| 1982     | Maria Isabel "Maribel" Pagunsan Lopez    |                  |                                                 |
| 1983     | Rosita "Cita" Cornell Capuyon            |                  |                                                 |
| 1984     | Maria Desiree "Des" Erese Verdadero      | 4ª classificata  |                                                 |
| 1985     | Joyce Ann Fellosas Burton                |                  |                                                 |
| 1986     | Violeta Asela Enriquez Naluz             |                  |                                                 |
| 1987     | Geraldine Edith "Pebbles" Villaruz Asis  | Top 10           |                                                 |
| 1988     | Perfida "Perlee" Reyes Limpin            |                  |                                                 |
| 1989     | Sara Jane Davis Paez                     |                  |                                                 |
| 1990     | Germelina Leah "Gem" Banal Padilla       |                  |                                                 |
| 1991     | Anjanette Palencia Abayari               | Non partecipa    |                                                 |
| 1991     | Maria Lourdes "Alou" Talam Gonzales*     |                  |                                                 |
| 1992     | Elizabeth "Liza" Garcia Berroya          |                  |                                                 |
| 1993     | Melinda Joanna "Dindi" Tanseco Gallardo  |                  |                                                 |
| 1994     | Charlene Bonnin Gonzalez                 | Top 6            | Best in National Costume; Ivory Best Hair Award |
| 1995     | Joanne Zapanta Santos                    |                  |                                                 |
| 1996     | Aileen "Leng" Marfori Damiles            |                  | Miss Photogenic                                 |
| 1997     | Abbygale Williamson Arenas               |                  | Miss Photogenic                                 |
| 1998     | Jewel May Colmenares Lobaton**           |                  |                                                 |
| 1999     | Miriam Redito Quiambao***                | 2ª classificata  | Clairol Herbal Essence Style Award              |
| 2000     | Nina Ricci Caldo Alagao                  |                  |                                                 |
| 2001     | Zorayda Ruth Blanco Andam                |                  |                                                 |
| 2002     | Karen Loren Agustin                      |                  |                                                 |
| 2003     | Carla Gay Balingit                       |                  |                                                 |
| 2004     | Maricar Manalaysay Balagtas              |                  |                                                 |
| 2005     | Gionna Jimenez Cabrera                   |                  | Miss Photogenic; Thai Airways Silk Award        |
| 2006     | Lia Andrea Ramos                         |                  | Miss Photogenic                                 |
| 2007     | Anna Theresa Luy Licaros                 |                  | Miss Photogenic                                 |
| 2008     | Jennifer Tarol Barrientos                |                  |                                                 |
| 2009     | Pamela Bianca Manalo                     |                  |                                                 |
| 2010**** | Maria Venus Bayonito Raj                 | 5ª classificata  |                                                 |
| 2011     | Shamcey Gurrea Supsup                    | 4ª classificata  |                                                 |
| 2012     | Janine Marie Raymundo Tugonon            | 2ª classificata  |                                                 |
| 2013     | Ariella Hernandez Arida                  | 4ª classificata  | Fan Vote Winner                                 |
| 2014     | Mary Jean Ramirez Lastimosa              | Top 10           |                                                 |
| 2015     | Pia Alonzo Wurtzbach                     | Vincitrice       |                                                 |
| 2016     | Maxine Medina                            | Top 6            |                                                 |
| 2017     | Rachel Peters                            | Top 10           |                                                 |
| 2018     | Catriona Gray                            | Vincitrice       |                                                 |

* Nel 1991, Anjanette Palencia Abayari fu incoronata Binibining Pilipinas-Universe, ma venne detronizzata perché di cittadinanza americana. Alou Gonzales prese quindi il suo posto a Miss Universo.
** Nel 1998, Olivia Tisha Carlos Silang fu incoronata Binibining Pilipinas-Universe, ma venne detronizzata perché di cittadinanza canadese. Jewel May prese quindi il suo posto a Miss Universo.
*** Nel 1999, Janelle Delfin Bautista fu incoronata Binibining Pilipinas-Universe, ma venne detronizzata per questioni di cittadinanza. Miriam Redito Quiambao, Binibining Pilipinas-World prese quindi il suo posto a Miss Universo.
**** Nel 2010, Maria Venus Raj, incoronata Universe 2010 ma venne detronizzata per questioni anagrafiche e venne sostituita da Helen Nicolette Henson, 3ª classificata del concorso. Successivamente però la Raj venne riabilitata nel suo ruolo.

### Binibining Pilipinas (Miss Mondo)
Le Filippine hanno partecipato a Miss Mondo sin dal 1966, e le delegate venivano selezionate attraverso Miss Repubblica delle Filippine. Nel 1977 il franchise fu trasferito al concorso Mutya ng Pilipinas (Perla delle Filippine), che ha selezionato la candidata filippina per Miss Mondo fino al 1991.
Nel 1992, l'organizzazione Binibining Pilipinas ha acquisito i diritti per il franchise di Miss Mondo, ed ha istituito il concorso Binibining Pilipinas-World, a cui sono stati affiancati altri due concorsi Binibining Pilipinas-Universe and Binibinig Pilipinas-International.
Nel 2011 Julia Morley cessò l'accordo con Binibining Pilipinas e vendette i diritti per il franchise a Cory Quirino, la quale creò a sua volta il nuovo concorso Miss Mondo Filippine.
| Anno | Vincitrice                         | Piazzamento/Note                  | RIconoscimenti                     |
| ---- | ---------------------------------- | --------------------------------- | ---------------------------------- |
| 1992 | Marilen Espino*                    | Non partecipa a causa di malattia |                                    |
| 1992 | Marina Pura Abad-Santos Benipayo*  |                                   |                                    |
| 1993 | Sharmaine "Ruffa" Rama Gutierrez   | 3ª classificata                   | Asia and Oceania's Queen of Beauty |
| 1994 | Caroline "Cara" Villarosa Subijano | Top 10                            |                                    |
| 1995 | Reham Snow Hamdi Tago              |                                   |                                    |
| 1996 | Daisy Garcia Reyes                 |                                   | Miss Personality                   |
| 1997 | Kristine Rachel Gumabao Florendo   |                                   |                                    |
| 1998 | Rachel Muyot Soriano               |                                   |                                    |
| 1999 | Lalaine Bognot Edson**             |                                   |                                    |
| 2000 | Katherine Annwen Dantes de Guzman  |                                   |                                    |
| 2001 | Gilrhea Castañeda Quinzon          |                                   |                                    |
| 2002 | Katherine Anne Ramos Manalo        | Top 10                            |                                    |
| 2003 | Maria Rafaela Verdadero Yunon      | 5ª classificata                   |                                    |
| 2004 | Maria Karla Rabanal Bautista       | 5ª classificata                   | Asia and Oceania's Queen of Beauty |
| 2005 | Carlene Ang Aguilar                | Top 15                            |                                    |
| 2006 | Anna Maris Igpit                   |                                   |                                    |
| 2007 | Margaret Nales Wilson              |                                   |                                    |
| 2008 | Janina San Miguel                  | Rinuncia                          |                                    |
| 2008 | Danielle Kirsten Muriel Castaño*** |                                   |                                    |
| 2009 | Marie-Ann Umali                    |                                   |                                    |
| 2010 | Czarina Catherine Ramos Gatbonton  |                                   |                                    |

* Nel 1992 Marilen Camilen Espino è stata incoronata prima Binibining Pilipinas-World. Tuttavia, pochi giorni prima Miss Mondo, la Espino è stata sostituita da Pura Abad-Santos Benipayo, per motivi di salute.
** Nel 1999, Janelle Delfin Bautista è stata incoronata Binibining Pilipinas-Universe, ma detronizzata per motivi anagrafici, venendo sostituita da Miriam Redito Quiambao, detentrice del titolo Binibining Pilipinas-World.
*** Nel 2008, la vincitrice Janina San Miguel ha rinunciato al titolo per motivi personali, ed è stata sostituita dalla seconda classificata Danielle Castaño.

### Binibining Pilipinas (Miss International)
Prima dell'acquisizione dei diritti del franchise Miss International da parte dell'organizzazione BPCI nel 1968, le Filippine avevano già vinto il titolo nel 1964 grazie a Gemma Cruz-Araneta. Sotto la gestione BPCI, le Filippine hanno vinto altri tre titoli.
| Anno | Vincitrice                                | Piazzamento/Note | Riconoscimenti                |
| ---- | ----------------------------------------- | ---------------- | ----------------------------- |
| 1968 | Nenita "Nini" Tuazon Ramos                | Top 15           |                               |
| 1969 | Margaret Rose "Binky" Orbe Montinola      | Top 15           |                               |
| 1970 | Aurora McKenny Pijuan                     | Vincitrice       |                               |
| 1971 | Evelyn Santos Camus                       | 3ª classificata  |                               |
| 1972 | Yolanda "Yogi" Adriatico Dominguez        | 3ª classificata  | Best in National Costume      |
| 1973 | Maria Elena "Marilen" Suarez Ojeda        | 5ª classificata  |                               |
| 1974 | Erlynne Reyes "Lynn" Bernardez            |                  |                               |
| 1975 | Jaye Antonio Murphy                       | Top 15           |                               |
| 1976 | Maria Dolores "Dolly" Suarez Ascalon      | Top 15           | Best in National Costume      |
| 1977 | Maria Cristina "Pinky" dela Rosa Alberto† | Ritirata         |                               |
| 1978 | Luz dela Cruz Policarpio                  |                  |                               |
| 1979 | Mimilanie "Melanie" Laurel Marquez        | Vincitrice       | Best in National Costume      |
| 1980 | Diana Jeanne Christine Alegarme Chiong    | Top 12           |                               |
| 1981 | Alice "Peachy" Fernandez Sacasas          | Top 15           |                               |
| 1982 | Maria Adela Lisa Gingerich Manibog        |                  |                               |
| 1983 | Flor Eden Guano Pastrana                  |                  |                               |
| 1984 | Catherine Jane Doucette Destura Brummitt  | Non partecipa    |                               |
| 1984 | Maria Villa Bella dela Peña Nachor*       |                  |                               |
| 1985 | Sabrina Simonette Marie Roig Artadi       |                  |                               |
| 1986 | Jessie Alice Salones Dixon                | Top 15           |                               |
| 1987 | Maria Lourdes "Alou" Dizon Enriquez       |                  |                               |
| 1988 | Maria Anthea "Thea" Oreta Robles          |                  |                               |
| 1989 | Lilia Eloisa Marfori Andanar              |                  | Miss Friendship               |
| 1990 | Jennifer Perez Pingree                    |                  |                               |
| 1991 | Maria Patricia "Patti" Guzman Betita      | Top 15           |                               |
| 1992 | Jo-Anne Timothea Babiera Alivio           |                  |                               |
| 1993 | Sheela Mae Capili Santarin†               |                  |                               |
| 1994 | Alma Carvajal Concepcion                  | Top 15           | Miss Friendship               |
| 1995 | Gladys Andre Dimsay Dueñas                | Top 15           |                               |
| 1996 | Yedda Marie Mendoza Kittilsvedt           | Top 15           |                               |
| 1997 | Susan Jane Juan Ritter                    | Top 15           |                               |
| 1998 | Colette Centeno Glazer                    | Top 15           |                               |
| 1999 | Georgina Anne dela Paz Sandico**          |                  |                               |
| 2000 | Joanna Maria Mijares Peñaloza             |                  |                               |
| 2001 | Maricarl Canlas Tolosa                    |                  |                               |
| 2002 | Kristine Reyes Alzar                      |                  |                               |
| 2003 | Jhezarie Gamez Javier                     |                  |                               |
| 2004 | Margaret-Ann Awitan Bayot                 | Top 15           |                               |
| 2005 | Precious Lara Quigaman                    | Vincitrice       |                               |
| 2006 | Denille Lou Valena Valmonte               |                  |                               |
| 2007 | Nadia Lee Cien dela Cruz Shami            |                  |                               |
| 2008 | Patricia Isabel Medina Fernandez          | Top 12           |                               |
| 2009 | Melody Adelheid Manuel Gersbach†          | Top 15           |                               |
| 2010 | Krista Mae Arrieta Kleiner                | Top 15           | Miss Talent e Miss Expressive |
| 2011 | Dianne Elaine Samar Necio                 | Top 15           | Miss Internet Popularity      |
| 2012 | Nicole Maturan Schmitz                    | Top 15           |                               |
| 2013 | Bea Rose Monterde Santiago                | Vincitrice       |                               |
| 2014 | Mary Anne Bianca Garcia Guidotti          |                  |                               |
| 2015 | Janicel Jaranilla Lubina                  | Top 10           | Miss Best Dresser             |
| 2016 | Kylie Verzosa                             | Vincitrice       |                               |
| 2017 | Maria Angelica De Leon                    |                  |                               |
| 2018 | Maria Ahtisa Manalo                       |                  |                               |

* Nel 1999, Janelle Delfin Bautista fu incoronata Binibining Pilipinas-Universe, ma fu detronizzata per motivi di cittadinanza e sostituita da Miriam Redito Quiambao, detentrice del titolo Binibining Pilipinas-World.
** Nel 1984 Catherine Jane Doucette Destura Brummitt fu incoronata Binibining Pilipinas-International, tuttavia per ragioni personali non fu in grado di competere a Miss International e fu sostituita da Maria Villa Bella dela Peña Nachor Despite.

### Binibining Pilipinas (Miss Supranational)
Le Filippine hanno partecipato a Miss Supranational sin dal 2012, anno in cui l'organizzazione Binibining Pilipinas ha acquisito i diritti per il franchise del concorso Binibining Pilipinas-Supranational.
| Anno | Vincitrice                    | Piazzamento     | RIconoscimenti           |
| ---- | ----------------------------- | --------------- | ------------------------ |
| 2012 | Elaine Kay Tancio Moll        | 4ª classificata |                          |
| 2013 | Mutya Johanna Datul           | Vincitrice      | Miss Personality         |
| 2014 | Yvethe Marie Avisado Santiago | Top 20          |                          |
| 2015 | Rogelie Ardosa Catacutan      | Top 20          |                          |
| 2016 | Joanna Louise Eden            | Top 25          | Miss Internet (Facebook) |
| 2017 | Chanel Olive Thomas           | Top 10          | Miss Friendship          |
| 2018 | Jehza Mae Huelar              |                 |                          |

### Binibining Pilipinas (Miss Grand International)
| Anno | Vincitrice             | Piazzamento     | Riconoscimenti           |
| ---- | ---------------------- | --------------- | ------------------------ |
| 2013 | Annalie Forbes         | 4ª classificata |                          |
| 2015 | Parul Shah             | 4ª classificata | Best in National Costume |
| 2016 | Nicole Cordoves        | 2ª classificata |                          |
| 2017 | Elizabeth Clenci       | 3ª classificata |                          |
| 2018 | Eva Psychee Patalinjug |                 |                          |

### Binibining Pilipinas (Miss Intercontinental)
| Anno | Vincitrice           | Piazzamento     | RIconoscimenti                                |
| ---- | -------------------- | --------------- | --------------------------------------------- |
| 2014 | Kris Tiffany Janson  | 3ª classificata | Miss Photogenic                               |
| 2015 | Christi Lynn McGarry | 2ª classificata |                                               |
| 2016 | Jennifer Hammond     | Top 15          |                                               |
| 2017 | Katarina Rodriguez   | 2ª classificata | Miss Media Popularity e Miss Asia and Oceania |
| 2018 | Karen Gallman        |                 |                                               |

### Binibining Pilipinas (Miss Globe)
| Anno | Vincitrice           | Piazzamento     | RIconoscimenti               |
| ---- | -------------------- | --------------- | ---------------------------- |
| 2015 | Ann Lorraine Colis   | Vincitrice      |                              |
| 2016 | Nichole Marie Manalo | 4ª classificata | Miss Dream Girl Of The World |
| 2017 | Nelda Ibe            | 2ª classificata | Miss Bikini                  |
| 2018 | Michele Gumabao      |                 |                              |